# 诺曼·布莱克
诺曼·布莱克（英語：Norman Augustus Black，1957年11月12日—），为美国NBA联盟的职业篮球运动员。